# Federico Melchor
Federico Melchor Fernández, né à Madrid le 10 avril 1915 et mort le 11 septembre 1985 dans cette même ville, est un journaliste et politique communiste espagnol.
Il est l'époux de la peintre Victòria Pujolar Amat et le père du cinéaste Jorge Amat.

## Biographie
Il milite aux Jeunesses Socialistes et, en 1936, il fait partie, avec Santiago Carrillo, du comité d'unification avec les Jeunesses Communistes, dont naissent les Jeunesses Socialistes Unifiées.
Il devient membre du Parti Communiste espagnol (PCE).
Durant la Guerre civile, il est nommé délégué dans la Junta de Défensa de Madrid.
Au front, il est capitaine du Batallón Octobre et chef d'opérations de la 34e Division.
À la fin de la guerre d'Espagne, il doit s'exiler à Paris avec sa famille, mais il est expulsé de France au début de la Seconde Guerre mondiale et doit rejoindre le Mexique, où il continue la lutte antifranquiste.
À la fin de la Seconde Guerre mondiale, il revient en Europe et il s'établit à Bucarest où il travaille à la Radio España Independiente.
Il vit à Paris jusqu'en 1974, avant de revenir clandestinement en Espagne pour diriger Mundo Obrero.
Le PCE est légalisé en 1977, durant la transition démocratique. Il est membre de sa direction jusqu'à son décès en 1985.